# K.u.k. Dragonerregiment „Fürst von Liechtenstein“ Nr. 10

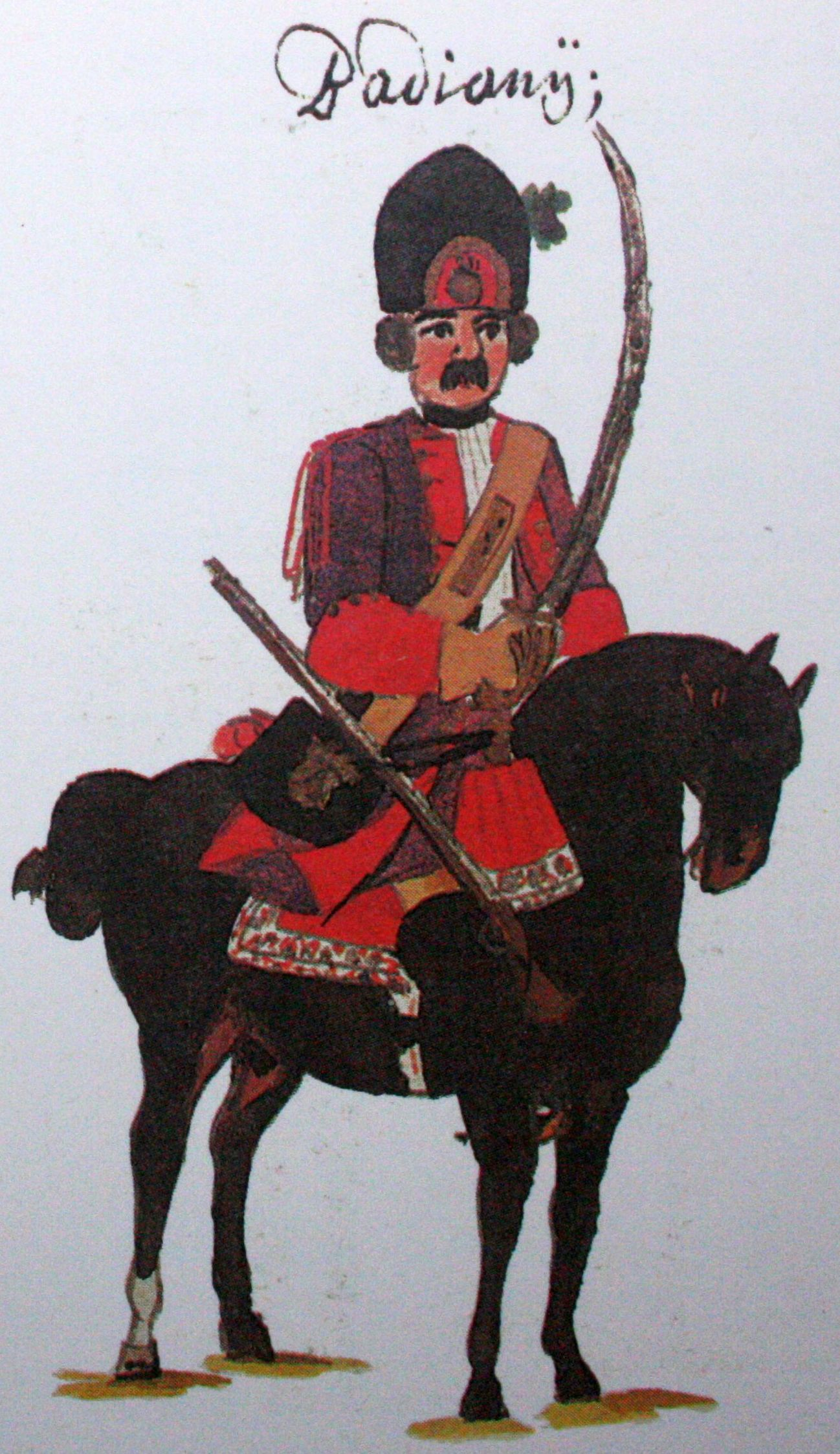
Das Regiment unter dem Namen „Batthyányi“ im Polnischen Thronfolgekrieg 1734 – zeitgenössische Gudenus-Handschrift

Das Regiment wurde 1631 als Ilow-Dragoner für die kaiserlich-habsburgische Armee errichtet. Aus diesem entwickelte sich im Laufe der Zeit bis hin zur Gemeinsamen Armee innerhalb der Österreichisch-Ungarischen Landstreitkräfte das k.u.k. Dragonerregiment „Fürst von Liechtenstein“ Nr. 10.
Es war das einzige Regiment von Dragonern, das bei der Reduzierung der Armee im Jahr 1649 nach Ende des Dreißigjährigen Krieges nicht aufgelöst wurde. 1769 wurde dem Regiment in der neu errichteten Kavallerie-Rangliste die Bezeichnung Cavallerie-Regiment Nr. 7 zugeteilt. Der Name lautete jedoch bis 1798 weiterhin nach dem Regimentsinhaber (der nicht auch der Kommandant sein musste). Eine verbindliche Regelung der Schreibweise existierte nicht. (z. B. Regiment Graf Serbelloni – oder Regiment Serbelloni.) Mit jedem Inhaberwechsel änderte das betroffene Regiment dann auch seinen Namen.
Nach der Änderung des Systems 1798 galt vorrangig die nummerierte Bezeichnung, die unter Umständen mit dem Namen des Inhabers verbunden werden konnte. Hierbei erfolgte zunächst die Umbenennung in Dragonerregiment Nr. 12.
Das Regiment hatte seit 1888 diesen Namen auf immerwährende Zeit zu führen. Dessen ungeachtet wurden im Jahre 1915 alle Ehrennamen ersatzlos gestrichen. Das Regiment hieß von da an nur noch k.u.k. Dragonerregiment Nr. 10 (Dies ließ sich jedoch im allgemeinen Sprachgebrauch nicht durchsetzen, einerseits weil sich niemand daran hielt, andererseits hatte die sparsame k.u.k. Militäradministratur verfügt, zuerst alle vorhandenen Stempel und Formulare aufzubrauchen.)
Zur Systematik wurden nachträglich auch folgende Nummerierungen eingeführt: 1631/16 (nach Tessin), Dragonerregiment D III (nach Bleckwenn).
Es war mit einer Existenz von 287 Jahren das älteste Dragonerregiment und das zweitälteste Regiment der gesamten österreichisch-ungarischen Kavallerie.

## Namensgleiche Verbände
- Von 1798–1821 führte das spätere Ulanenregiment Nr. 8 die Bezeichnung Dragonerregiment Nr. 10.
- Von 1671–1873 führte das spätere Husarenregiment Nr. 15 die Bezeichnung Dragonerregiment Nr. 10.

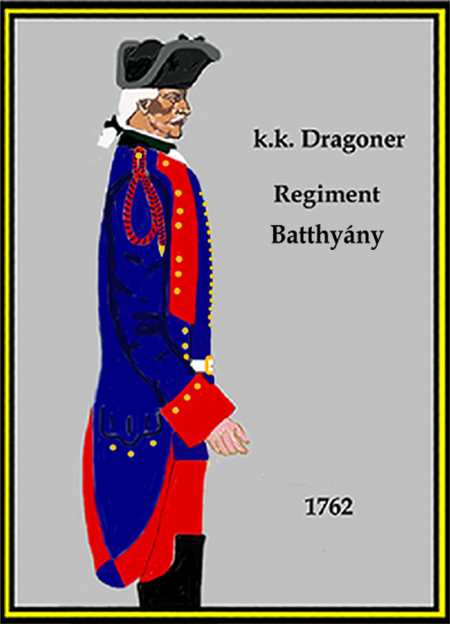
Dragoner 1762

## Formationsgeschichte
- 1631 Als Stammtruppe des Regiments gilt die durch Obrist Illow aus fünf Kompanien aufgestellte Dragoner-Abteilung Illow
- 1634 Durch Anwerbung von weiteren fünf Kompanien auf Regimentsstatus gebracht
- 1649 Zunächst auf 4 Kompanien reduziert, dann durch Eingliederung von Personal der aufgelösten Regimenter Gallas und Paconchay auf 8 Kompanien verstärkt
- 1657 mussten sechs neugeworbene Kompanien an das neu aufgestellte Regiment Flettinger abgegeben werden
- 1679 wurden Teile der aufgelösten Regimenter Trauttmansdorff und Chavagnac zugewiesen
- 1682 Abgabe von 200 Mann als Stamm an das neu aufgestellte Regiment Julius Savoyen
- 1683 Abgabe von 100 Mann an das neu errichtete Dragoner-Regiment Herbeville
- 1700 Teile des aufgelösten Dragoner-Regiments Uhlefeld eingegliedert
- 1721 Eine Kompanie des Regiments Battée-Dragoner eingegliedert
- 1731 Teile der 1727 aufgestellten Auctions Kompanie an die Dragoner-Regimenter Westerloo und Sachsen-Gotha abgegeben
- 1768 wurde die Grenadier-Kompanie an das neu aufgestellte 1. Carabinier-Reg. (später Dragoner Nr. 3) abgegeben, im Gegenzug eine Eskadron des aufgelösten Dragonerregiments Althann übernommen
- 1769 wurde dem Regiment die Kavallerie-Ranglistennummer 7 zugewiesen
- 1775 Umwandlung in ein Chevauxlegers-Regiment
- 1787 erhielt es als Stamm zur Bildung einer Ulanen-Division eine Eskadron von der dem Regiment Lobkowitz (später Ulanen Nr. 8) zugeteilten Ulanen Division
- 1790 Die Ulanen-Division wurde an das neu gebildete Ulanen-Regiment Nr. 1 abgegeben
- 1798 Umwandlung in Dragoner-Regiment Nr. 12
- 1801/1802 Umwandlung in Chevauxlegers-Regiment Nr. 5. Dazu wurde die Majors Division des aufgelösten Dragoner-Regiments Coburg Nr. 6 übernommen
- 1851 Umwandlung in Ulanenregiment Nr. 9
- 1873 Umwandlung in Dragonerregiment Nr. 10 (Das bisherige Dragoner-Regiment Nr. 10 war in ein Husarenregiment umgewandelt und die Nummer freigeworden.)

## Ergänzungsbezirke
- 1781 Böhmen
- 1853 Aus dem Ergänzungsbezirk des Infanterie-Regiments Nr. 21 (Chrudim).
- 1857 Ergänzungsbezirke der Infanterieregimenter Nr. 44 und 55 (Mailand, Monza).
- 1860 Galizien, Bezirke der Infanterie-Regimenter Nr. 24, 55, 58 (Kolomea, Brzezany, Stanislau)
- 1867 Bezirke der Infanterieregimenter Nr. 15 und 24 (Tarnopol, Kolomea),
- 1868 Bezirke der Infanterieregimenter Nr. 15 und 55 (Tarnopol, Brzezany)
- 1875–83 Bezirk des Infanterieregiments Nr. 15
- 1883–89 Bezirk des Infanterieregiments Nr. 95 (Czortków).
- 1889 Bereich des XI. Korps (Militär-Territorial-Bezirk Lemberg)
- 1893 Bereich des VIII. Korps (Militär-Territorial-Bezirk Prag).

## Friedensgarnisonen
| I. | II. | III. |
| --- | --- | --- |
| - 1649 Böhmen - 1652–57 Ungarn - 1658 Böhmen und Schlesien - 1660–63 Kalló - 1665 Caslau - 1667 Innerösterreich - 1671–75 Kaschau und Neutra - 1678 Oberungarn - 1682–83 Schlesien - 1698–1703 Siebenbürgen - 1711 Güns - 1712–13 Pressburg - 1714–15 Steiermark - 1718 im Komitat Jászság - 1719 Linz - 1726 Böhmen und Mähren - 1730 Lombardei - 1733 Böhmen - 1736–37 und 1739 Pressburg - 1748 Ödenburg - 1751 Neutra - 1753–56 Bidsów und Königgrätz | - 1763 Neutra - 1766 im Komitat Bars - 1769 im Komitat Somogy und Komitat Veszprém - 1773 im Komitat Baranya - 1775–78 Zydaczów - 1779 Pécsvár - 1781 Battakész - 1782 Pécsvár - 1783 Warasdin - 1784–88 Pécsvár - 1790 Wien - 1791–92 Mährisch-Ostrau - 1797 Brüx - 1798–99 Aurolzmünster - 1801–05 Saaz - 1806 Pardubitz - 1807 Gabel - 1808–09 Pardubitz - 1810–13 Saaz - 1814–15 Saaz und Gabel - 1815 Saaz - 1818 Wien | - 1820 Alt Arad - 1821 Pécsvár, dann Alessandria - 1822 Casale, dann Vicenza - 1823 Újpest - 1831 Esseg - 1836 Troppau - 1841 Wien - 1843–48 Wels - 1849 Lemberg - 1851 Lancut - 1852 Podgórze (Wałbrzych) - 1855 Graz - 1857 Keszthely - 1859 Parndorf - 1860–66 Maria-Theresiopel - 1866 Mediasch - 1871 Czegléd - 1876 Moór - 1877 Stuhlweißenburg - 1879 Przemyśl - 1882 Tarnopol - 1898–1910 Olmütz - 1914 Stab Krakau (Gertrudy ulica 12) 50° 3′ 24″ N, 19° 56′ 27″ O 1.Esk./2.Esk Zakrzówek - 3. Esk. Pódgorze - 4.Esk./5.Esk./6.Esk Kobiezsyn |

## Regimentsinhaber

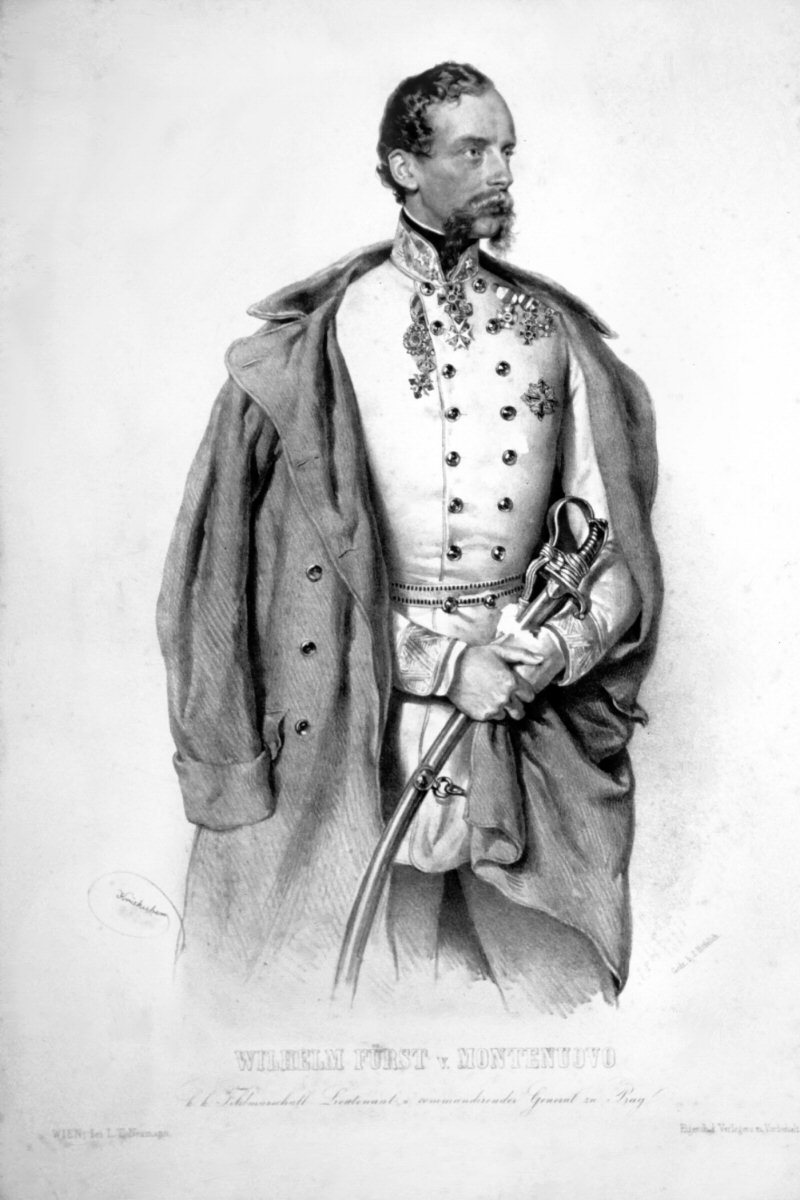
Der letzte Namensgeber und Regimentsinhaber Fürst von Montenuovo (1871–95)

- 1631 Generalfeldwachtmeister Christian Reichsfreiherr von Illow (Dragoner-Regiment von Illow)
- 1634 Obrist Michael D´Espaigne (Dragoner-Regiment D'Espaigne)
- 1640 Obrist Johann de la Corona (Von der Cron) (Dragoner-Regiment de la Corona)
- 1653 Obrist Peter de Buschiere (Dragoner-Regiment de Buschiere)
- 1661 Obrist Jakob Freiherr von Gérard (Gerhard) (Dragoner-Regiment Gérard)
- 1676 Generalfeldwachtmeister Johann Valentin Graf Schulz (Schultz) (Dragoner-Regiment Graf Schultz)
- 1686 Obrist Johann Jakob Graf Kissel (Dragoner-Regiment Graf Kissel)
- 1689 Generalfeldwachtmeister Johann Ludwig Graf Rabutin de Bussy (Dragoner-Regiment de Bussy)
- 1716 Obrist Amadeus Graf Rabutin de Bussy (Dragoner-Regiment de Bussy)
- 1727 Generalfeldwachtmeister Joseph Peter Waderborn (Watterborn) von Dundy (Dragoner-Regiment Dundy)
- 1731 Obrist Carl Joseph Fürst Batthyányi (Dragoner-Regiment Fürst Batthyáni)
- 1773 Feldmarschall-Lieutenant Joseph Graf Kinsky von Kninitz und Tettau (Dragoner-Regiment Graf Kinsky)
- 1775–1804 nicht besetzt
- 1804 Feldmarschallleutnant Johann Graf Klenau, Frhr. von Janowitz
- 1819–1822 unbesetzt
- 1822 Feldmarschallleutnant Andreas von Schneller
- 1840 Generalmajor Carl Fürst Liechtenstein
- 1865 Feldmarschallleutnant Alexander Graf Mensdorff-Pouilly (1869 Fürst Dietrichstein, Graf von Graf Mensdorff-Pouilly)
- 1871–95 General der Kavallerie Fürst Wilhelm Albrecht von Montenuovo

### Zweiter Inhaber
- 1814 Fürst Friedrich zu Hohenlohe-Ingelfingen, FML, († 1815)
- 1815 Freiherr Ignaz von Lederer, Feldmarschall († 1849)
- 1849 Fürst Edmund zu Schwarzenberg, Feldmarschall († 1873)

## Regiments-Kommandanten
| I. | II. | III. |
| --- | --- | --- |
| - 1634 der Inhaber, Obrist d´Espaigne - 1637 Obristlieutenant Rollinger - 1640 der Inhaber, Obrist De la Corona - 1646 Obristlieutenant Horatio Graf Strassoldo - 1647 Obristlieutenant Georg Heinrich Graf Gutwein - 1648 Obristlieutenant Jakob Flettinger - 1650 Obristlieutenant Peter de Buschiere - 1653 derselbe als Obrist - Inhaber - 1661 der Inhaber Obrist Gérard - 1663 Obristlieutenant Hagen - 1666 Obristlieutenant Sohir - 1676 Obristlieutenant Sigmund Gersdorf - 1684 Obristlieutenant Graf Schulz (Sulz) - 1686 der Inhaber Obrist Kissel - 1689 Obristlieutenant Franz Graf Orlik - 1690 Obristlieutenant Leo Graf Uhlefeld - 1696 Obristlieutenant - Obrist Ludwig Ferdinand Gräven (Graven) - 1707 Obristlieutenant - Obrist Acton von Treuenfeld - 1716 der Inhaber Obrist Graf Rabutin - 1723 Obristlieutenant - Obrist Du Mesnil | - 1730 Obrist Franz von Dufort - 1738 Obrist Graf Schellart - 1740 Obrist Ignaz Freiherr von Bechinie - 1744 Obrist Christoph Franz Graf Schallenberg - 1755 Obrist Andreas Graf Vitzthum - 1759 Oberst Heinrich von Hartenberg - 1767 Oberst Alexander Graf Erdödy - 1771 Oberst Johann Graf Saurau - 1772 Oberst Ferdinand Joseph Graf Harrach - 1779 Oberst Lothar Freiherr von Bubenhofen - 1790 Oberst Johannes Fürst zu Liechtenstein - 1794 Oberst Joseph von Stipsicz - 1797 Oberst Albert Stahel - 1801 Oberst Carl Graf Kinsky - 1806 Oberst Joseph von Mayer - 1809 Oberst Raban Freiherr von Spiegel - 1812 Oberst Johann von Kopp - 1820 Oberst Paul Freiherr von Wernhardt - 1826 Oberst Dominik Graf Stürgkh - 1832 Oberst Alois Chevalier Rossi | - 1836 Oberst Joseph Fürst Lobkowitz - 1844 Oberst Carl Graf Cavriani - 1849 Oberst Friedrich Graf Zedtwitz - 1849 Oberst Alexander Graf Mensdorff-Pouilly - 1850 Oberst Franz Freiherr von Roden - 1858 Oberst Carl Freiherr von Boxberg - 1862 Oberst Alexander Karst von Karstenwerth - 1867 Oberst Victor Prinz Rohan - 1874 Oberst Edmund von Krieghammer - 1877 Oberstlieutenant-Oberst Franz Holbein von Holbeinsberg - 1878 Oberst Daniel Ehnl - 1883 Oberstlieutenant-Oberst Guido Wachter - 1886 Oberstlieutenant-Oberst Joseph Ritter von Zalesky - 1892 Oberst Franz Edler von Remiz - 1893 Oberst Anton Helff - 1897 Oberstlieutenant-Oberst Artemont Weiss von Weissenfeld - 1900 Oberst Oscar Wittmann - 1907 Oberst Julius Thomann - 1911 Oberst Jaroslav Dworak |

## Gefechtskalender
Dreißigjähriger Krieg
- 1632–33 Streifen und Sicherungsdienste in Böhmen und später in Schlesien, ohne größere Gefechtstätigkeit
- 1634 Kämpfe bei Liegnitz
- 1635 Zur Armee unter Gallas an den Rhein (Lothringen)
- 1636–1641 Sicherungsdienste in Böhmen, in Pommern und in Schlesien, ohne an den Operationen der Hauptarmee teilzunehmen
- 1642 Gefecht bei Schweidnitz, später, zur Hauptarmee kommandiert, Teilnahme an der Schlacht bei Breitenfeld
- 1643 Vorübergehend nach Franken verlegt, kam es ohne Gefechtstätigkeit zurück nach Schlesien
- 1644 Belagerung von Glogau, dann unter Gallas Feldzug nach Norddeutschland
- 1645 An der Verteidigung von Pilsen und Pardubitz beteiligt
- 1646 Streifen und Sicherungsdienste in Böhmen
- 1647 Kämpfe bei der Einnahme der Königswarter Schanzen
- 1648 Blockade von Eger

- 1653 Verlegt nach Ungarn, eine Abteilung stand im Scharmützel bei Levencz gegen die Türken
- 1657 Zur Deckung der Grenzen teils in Schlesien, teils in Oberungarn

- 1661–62 Teilnahme am Feldzug Montecuccolis nach Siebenbürgen, eine Kompanie unter Hauptmann Sohir kämpft später bei der Verteidigung von Klausenburg. Ein aus verschiedenen Regimentern zusammengesetztes Streifkorps unter dem Inhaber Obrist Gérard wurde dem Fürsten Kemény zugeteilt und hatte große Verluste der Schlacht bei Schäßburg (Segesvár)

Türkenkrieg 1663/1664
- 1663 Fünf Kompanien unter Obristlieutenant Hagen kämpften bei der Verteidigung von Neuhäusel, ein Detachement unter Leutnant Müller bei der Verteidigung von Freistadtl
- 1664 Kämpfe in der Schlacht bei St. Gotthard (Mogersdorf)

- 1671–72 Einzelne Abteilungen des zu dieser Zeit in Ungarn stationierten Regiments nahmen an kleineren Unternehmungen gegen die Malcontenten (= unzufriedene Untertanen) teil

Schonischer Krieg
- 1675 Fünf Kompanien wurden zum Korps des General Cob (Auxiliarkorps für Brandenburg) nach Pommern abgestellt
- 1676 Kämpfe vor Anslarn und Demmin
- 1677 War dieses Korps dem König von Dänemark gegen Schweden überlassen. Die fünf Kompanien waren bei der Einnahme der Insel Rügen beteiligt

Antihabsburgischen Aufstände im Königreich Ungarn von 1671–1711
- 1678 Wieder nach Oberungarn verlegt, beteiligte sich das Regiment an Kämpfen gegen die Kuruzen, so bei der Verteidigung von Eperjes (Prešov)
- 1682 Fünf Kompanien befanden sich in Schlesien, die fünf anderen an der Waag

Großer Türkenkrieg

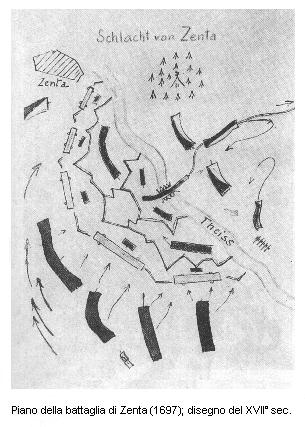
Schlacht bei Zenta

- 1683 Gefecht bei Pressburg und Teilnahme an der Schlacht am Kahlenberg danach Kämpfe bei Párkány
- 1684 Mit der Hauptarmee bei der Belagerung von Ofen, Gefecht bei Szent Endre
- 1685 Wieder in Oberungarn bei der Einnahme von Eperjes und der Belagerung von Kaschau
- 1686 Im Gefecht bei Szent Jobb, dann bei der Belagerung und Einnahme von Ofen
- 1687 Mit der Hauptarmee Gefecht am Berg Harsány. Feldzug an die Drau
- 1688 Bei der Einnahme von Titel und Belagerung von Belgrad
- 1689 Feldzug nach Serbien. Schlachten bei Batocina und Nissa.
- 1690 Gefecht bei Kronstadt (Tohány) in Siebenbürgen
- 1691 Schlacht bei Slankamen, später Verlegung nach Slawonien
- 1692 Bei der Belagerung von Grosswardein, später an die Save kommandiert
- 1693 Mit der Hauptarmee bei der Belagerung von Belgrad
- 1694–95 Mit der Hauptarmee Operationen an der unteren Donau
- 1696 Feldzug gegen Temesvár
- 1697 Schlacht bei Zenta, ein Detachement war an der Einnahme von Uj-Palánka beteiligt

Spanischer Erbfolgekrieg
- 1698–1703 Streifen und Sicherungsdienste in Siebenbürgen
- 1704 Gefecht bei Pata. Entsatzoperation von Kronstadt mit einem Gefecht bei Sárkány
- 1705 Verteidigung von Hermannstadt und Durchbruch der Blockade
- 1706 Vergebliche Belagerung von Kaschau. Das in Siebenbürgen zurückgebliebene Detachement nahm 1707 an den Gefechten bei Déva, Klausenburg, dem Entsatz von Hermannstadt und den Gefechten bei Székely -Kocsárd und Mühlenbach teil
- 1707 Der Rest des Regiments stand in diesem Jahr nicht im Gefecht
- 1708 Verlegung nach Siebenbürgen, Einnahme von Görgény, Entsatz von Klausenburg, Gefecht bei Karika
- 1709 Gefechte bei Mühlenbach, Püspöki und am Királyhágó (Verproviantierung von Grosswardein), danach wieder in Siebenbürgen
- 1710 Ein Detachement führte ein Scharmützel vor Szilágy-Somlyó

Venezianisch-Österreichischer Türkenkrieg
- 1716 Kämpfe bei Peterwardein und Temesvár
- 1717 Schlacht um Belgrad

Polnischer Erbfolgekrieg
- 1734 Aus Schlesien an den Rhein verlegt. Keine Gefechtstätigkeit
- 1735 Im Rheinland ohne Gefechtstätigkeit

Russisch-Österreichischer Türkenkrieg (1736–1739)
- 1737 Mit der Hauptarmee bei der Einnahme von Nissa und der Belagerung von Widdin
- 1738 Gefecht bei Kornia
- 1739 Schlacht bei Grocka und Gefecht bei Pancsova

Österreichischer Erbfolgekrieg
- 1741 Bei der Armee in Schlesien, Gefecht bei Ottmachau und Schlacht bei Mollwitz
- 1742 Schlacht bei Caslau, dann bei der Belagerung von Prag
- 1743 Kämpfe in Bayern, Einnahme der Verschanzungen bei Deggendorf, dann Abmarsch an den Rhein und Teilnahme an dortigen Operationen
- 1744 Am Rhein, dann im Korps seines Inhabers in Bayern
- 1745 Gefecht bei Pfaffenhofen, wo ein Teil der Dragoner absaß, das Tor erstürmte und unter den Ersten in die Stadt eindrang. Später in der Armee des Feldmarschall Traun am Main eingesetzt
- 1746 Auf den Kriegsschauplatz in die Spanischen Niederlande verlegt. Schlacht bei Roucoux
- 1747 Schlacht bei Lauffeldt

Siebenjähriger Krieg

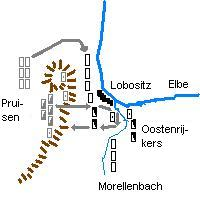
Schlacht bei Lobositz

- 1756 Im Korps Piccolomini in Böhmen. Detachements in kleineren Gefechten bei Jassena und Reichenau. Die Grenadierkompanie unter Hauptmann Graf Erdödy nahm an der Schlacht bei Lobositz teil
- 1757 Vier Kompanien im Gefecht bei Reichenberg. Große Verluste hatte das Regiment in der Schlacht bei Prag, und der Schlacht bei Breslau. Abermals große Verluste im Rückzugsgefecht des linken Flügels nach der Schlacht bei Leuthen
- 1758 Schlacht bei Hochkirch, dann Belagerung von Breslau
- 1759 Im Verband der Hauptarmee ohne Gefechtstätigkeit
- 1760 Kämpfe beim Entsatz von Dresden, und im Gefecht bei Kunzendorf, danach in der Schlacht bei Torgau
- 1761 Streifen und Sicherungsdienste im Erzgebirge
- 1762 Gefecht bei Teplitz und der Schlacht bei Freiberg

Bayerischer Erbfolgekrieg
- 1778–79 Bei der Hauptarmee in Böhmen, kleinere Abteilungen im Patrouillendienst Gefechten bei Rumburg

Russisch-Österreichischer Türkenkrieg (1787–1792)
- 1788 Belagerung und Einnahme von Dubica, Gefecht bei Begevstan, später Erstürmung von Novi. Die Ulanen-Division, in der Hauptarmee eingeteilt, war am Gefecht bei Bezanja beteiligt
- 1789 Zwei Divisionen vorübergehend bei der Belagerung von Berbir, später mit den anderen beiden an die Save verlegt
- 1790 Die Ulanen-Division sowie zwei andere auf Streifen und Sicherungsdienste an der Unna, eine Division bei der Belagerung und Erstürmung von Cetin beteiligt

→Koalitionskriege
- 1792 Zum Korps Hohenlohe an den Rhein abgestellt. Detachements nahmen an den Operationen in der Champagne und in Luxemburg teil
- 1793 Kämpfe bei St. Croix (Arlon). In dem zweiten Gefecht bei Arlon hielten sich vier Eskadronen gegen mehrfache Angriffe überlegener feindlicher Kräfte. Im Gefecht bei Avesnes-le-Sec zeichnete sich das Regiment durch eine Frontalattacke auf ein aus fünf Bataillon en bestehendes Kareé aus. Abteilungen nahmen noch an der Einnahme der Verschanzungen bei Merbes-le-Chateau und dem Gefecht bei Berlaimont teil
- 1794 Teilnahme an der Belagerung von Landrecies (Schlacht bei le-Cateau) dem Gefecht bei Cense-du-Fagnel und Erquelinnes. Schlacht von Charleroi und Fleurus
- 1795 Bei der Eroberung des Lagers von Mannheim. Im Dezember Gefechte bei Schopp, Landstuhl und Trippstadt
- 1796 Vier Eskadronen im Gefecht bei Wetzlar, zwei Eskadronen im Gefecht bei Kircheim. Einzelne Detachements fochten bei Malsch und Rothensohl, dann bei Stuttgart, Cannstatt, Aalen, Heidenheim, Bopfingen und Kirchheim. Das Regiment. kämpfte bei Teining, Neumarkt, in der Schlacht bei Amberg, Forchheim und mit Auszeichnung in der Schlacht um Würzburg. Detachements noch bei Aschaffenburg, Hanau, Kron-Weissenburg, eine Eskadron in der Schlacht bei Emmendingen.
- 1797 Bei der Armee am Rhein, keine Gefechtstätigkeit
- 1798 Streifen und Sicherungsdienste, keine Gefechtstätigkeit
- 1799 Kämpfe bei Ostrach und Stockach. Große Verluste in der Schlacht bei Frauenfeld. Teile des Regiments kämpften bei Winterthur und der 1. Schlacht von Zürich, später mit Auszeichnung bei Neckarau und Mannheim
- 1800 Kämpfe bei Engen, Meßkirch, Biberach, an der Iller, bei Neresheim und Neuburg sowie später bei Hohenlinden. Auf dem weiteren Rückzug ein Gefecht bei Rosenhain. Im Gefecht bei Viehhausen (Wals) durchbrach die Oberst-Division durch eine Attacke die feindlichen Stellungen. Gefecht bei Schwandorf und Kremsmünster
- 1805 Vier Eskadronen bei der Hauptarmee in Deutschland schlossen sich nach der Kapitulation von Ulm dem Korps des Erzherzog Ferdinand an und führten dort Nachhutgefechte. Die übrigen vier Eskadronen standen im Korps Jellacic in Vorarlberg, entzogen sich durch einen Nachtmarsch der Kapitulation von Bregenz und konnten sich nach Böhmen absetzen
- 1809 Dem IV. Korps (Rosenberg) in Deutschland zugeteilt, kämpfte das Regiment mit Auszeichnung, aber hohen Verlusten bei Regensburg, dann in der Schlacht bei Aspern, der Schlacht bei Wagram und im Gefecht bei Znaim.

Befreiungskriege
- 1813 Schlacht um Dresden, Gefecht bei Naumburg, Völkerschlacht bei Leipzig und Gefecht bei Hochheim. Die Oberstlieutenants-1. Eskadron war dem russischen Korps Platoff zugeteilt und kämpfte unter Rittmeister Puchner in mehreren Unternehmungen des kleinen Krieges, so bei Altenburg, Zeitz und der Schlacht von Chemnitz
- 1814 Gefecht bei Bar-sur-Aube und Schlacht bei Brienne. Große Verluste hatte das Regiment im Gefecht bei Troyes. Danach noch Kämpfe bei Bar-sur-Seine, Arcis-sur-Aube und Vitry

Herrschaft der Hundert Tage
- 1815 Kleinere Vorpostengefechte in der Nähe von Belfort

Risorgimento
- 1821 Verlegung nach Piemont, Streifen und Sicherungsdienste, ohne Aktion

Revolution von 1848/1849 im Kaisertum Österreich
- 1848 Vier Eskadronen standen bei der Hauptarmee in Italien, kamen aber während des ganzen Feldzuges nicht zum Einsatz. Eine Eskadron blieb in Vorarlberg zur Beobachtung der Schweizer Grenze, die übrigen drei waren in Südtirol stationiert und wurden, teils den einzelnen Infanterie-Brigaden, teils Streifkommandos zugeteilt, eingesetzt. In diesem Rahmen wurden Streifzüge in die Valsugana, die Valle d'Arsa und das Valle di Ledro unternommen. Gefechte bei Spiazzi und Rivoli, später standen diese Eskadronen bei der Belagerung von Peschiera
- 1849 Nur einzelne Detachements waren bei der Unterdrückung des Aufstandes in Brescia eingesetzt. Danach Verlegung nach Ungarn mit Gefechten bei Zsigárd, Nyárasd, Pered. Auszeichnung in der 1. Schlacht bei Komorn (Àcs) durch Wegnahme einer feindlichen Batterie. 2. Schlacht von Komorn (Puszta - Herkály) und Schlacht von Szőreg. Gefechte bei Temesvár und Teregova

Deutscher Krieg
- 1866 Drei Eskadronen nahmen im Verband des X. Korps der Nordarmee an Gefechten bei Trautenau, Neu Rognitz, Königshof und Blumenau teil. Zwei Eskadronen kämpften mit dem III. Korps in der Schlacht bei Königgrätz.

Erster Weltkrieg
Im Ersten Weltkrieg sahen sich die Dragoner den unterschiedlichsten Verwendungen ausgesetzt. Sie kämpften zunächst im Regimentsverband kavalleristisch, wurden aber auch auf allen Kriegsschauplätzen infanteristisch verwendet. Am 21. August 1914 kämpfte das Regiment in der Reiterschlacht bei Jaroslau.

## Verbleib
Nach der Proklamation der Tschechoslowakei als eigenständiger Staat im Oktober 1918 wurden die tschechischstämmigen Soldaten von der Interimsregierung aufgerufen, die Kampfhandlungen einzustellen und nach Hause zurückzukehren. In der Regel wurde dieser Aufforderung von der tschechischen Mannschaft des Regiments Folge geleistet. (Staatsrechtlich galt das auch für die Deutsch-Böhmischen Soldaten, da sie jetzt plötzlich Tschechoslowakische Staatsbürger waren. Inwieweit sie dieser Aufforderung nachgekommen sind, ist nicht mehr nachvollziehbar, dürfte jedoch eher die Ausnahme gewesen sein.) Somit war der Verband seinem bisherigen Oberkommando, dem k.u.k. Kriegsministerium entzogen und konnte von diesem nicht demobilisiert und allenfalls theoretisch aufgelöst werden. Ob, wann und wo eine solche Auflösung stattgefunden hat, ist gegenwärtig nicht bekannt. Das Regiment wurde auf dem Heimweg aus der Ukraine in Polen entwaffnet und konnte nur unter großen Schwierigkeiten die Heimatgarnisonen erreichen.

## Uniformierung des Regiments
- Adjustierung als Dragonerregiment

1738: blauer Rock, rote Aufschläge
1757: dunkelblauer Rock und Hosen, ponceaurote Aufschläge
1765: roter Rock, hellblaue Egalisierung, weiße Hosen, gelbe Knöpfe
1767: weißer Rock, hellblaue Egalisierung, weiße Hosen, gelbe Knöpfe
- Chevauxlegers Regiment

1775: weißer Rock, hellblaue Egalisierung, weiße Hosen, gelbe Knöpfe
- Dragonerregiment Nr. 12

1798: dunkelgrüner Rock, hellblaue Egalisierung, weiße Hosen, gelbe Knöpfe
- Chevauxlegers Regiment Nr. 5

1802: weißer Rock, lichtblaue Egalisierung, weiße Hosen, gelbe Knöpfe
1850: dunkelgrüner Waffenrock und Pantalons, blassrote Egalisierung, gelbe Knöpfe (nicht durchgeführt, da das Regiment 1851 zu Ulanen umgewandelt wurde)
- Ulanenregiment Nr. 9

1851: weiße Czapka, dunkelgrüne Kurtka und Pantalons, scharlachrote Egalisierung, weiße Knöpfe
1865: weiße Tschapka, lichtblaue Ulanka und Pantalons, krapprote Egalisierung, weiße Knöpfe
1868: weiße Tschapka, lichtblaue Ulanka, krapprote Egalisierung, krapprote Stiefelhose, weiße Knöpfe
- Dragonerregiment Nr. 10

1873: lichtblauer Waffenrock, schwefelgelbe Egalisierung, krapprote Stiefelhosen, gelbe Knöpfe

## Gliederung
Ein Regiment bestand in der Österreichisch-Ungarischen Kavallerie in der Regel ursprünglich aus drei bis vier (in der Ausnahme auch mehr) Division. (Mit Division wurde hier ein Verband in Bataillonsstärke bezeichnet. Die richtige Division wurde Infanterie- oder Kavallerie-Truppendivision genannt.) Jede Division hatte drei Eskadronen, deren jede wiederum aus zwei Kompanien bestand. Die Anzahl der Reiter in den einzelnen Teileinheiten schwankte, lag jedoch normalerweise bei etwa 80 Reitern je Kompanie, bzw. 160 Reitern je Eskadron.
(Bei der, durch Kaiser Joseph II. begonnenen Heeresreform war die Kompaniegliederung innerhalb der Kavallerie aufgegeben worden.)
Die einzelnen Divisionen wurden nach ihren formalen Führern benannt:
- die 1. Division war die Oberst-Division
- die 2. Division war die Oberstlieutenant (Oberstleutnant)-Division
- die 3. Division war die Majors-Division
- die 4. Division war die 2. Majors-Division
- die 5. Division (soweit vorhanden) war die 3. Majors-Division

Bedingt durch die ständige Umbenennung sind die Regimentsgeschichten der österreichisch-ungarischen Kavallerie nur sehr schwer zu verfolgen. Hinzu kommt die ständige und dem Anschein nach willkürliche, zum Teil mehrfache Umklassifizierung der Verbände. (Zum Beispiel: K.u.k. Böhmisches Dragoner-Regiment „Fürst zu Windisch-Graetz“ Nr. 14)

## Status und Verbandszugehörigkeit 1914
I. Korps - 7. Kavallerie Truppendivision - 11. Kavalleriebrigade
Nationalitäten: 62 % Tschechen - 29 % Deutsche - 9 % Verschiedene
Regimentssprachen: Tschechisch und Deutsch